# Chalmers kårhus

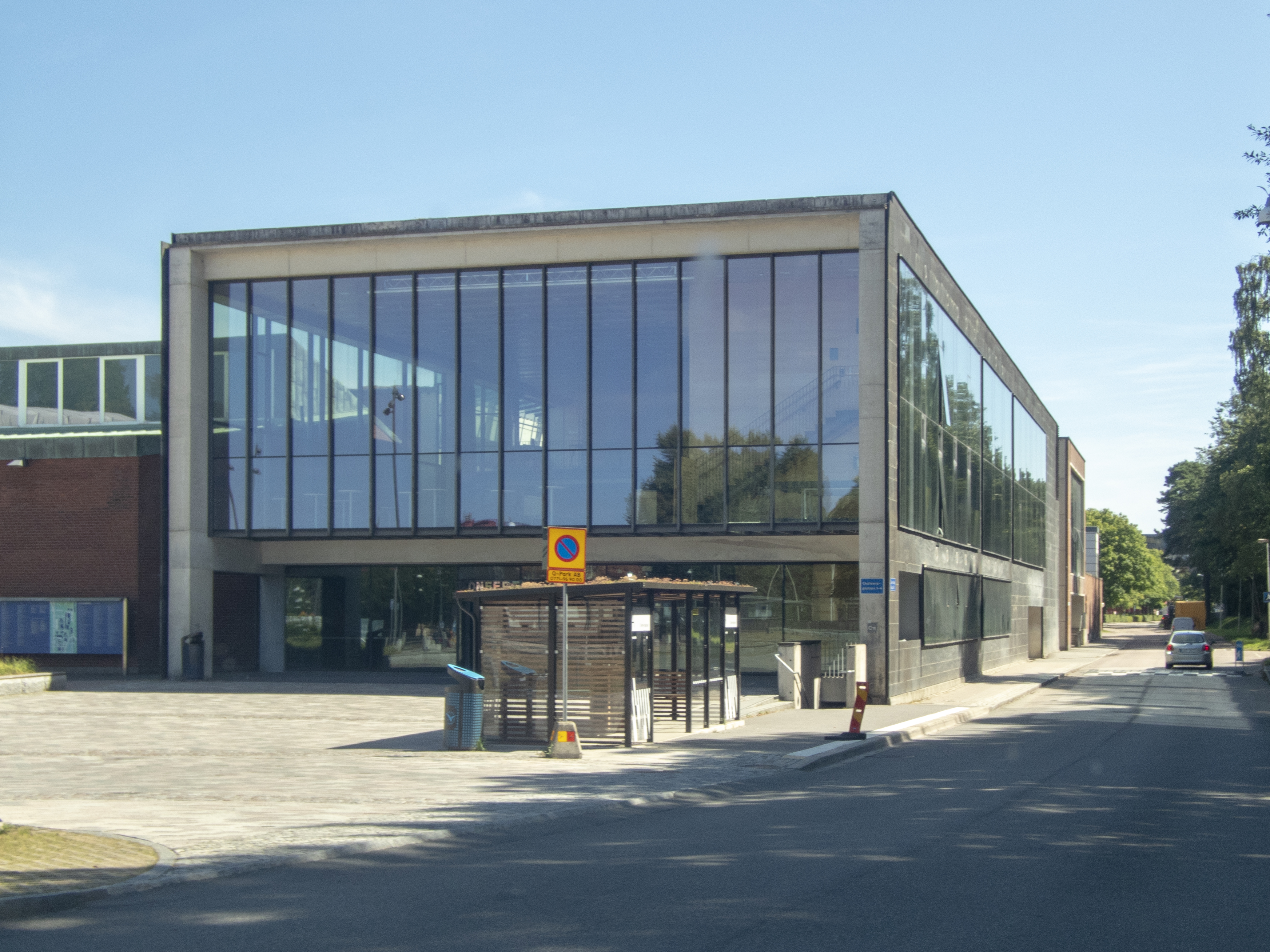
Framsidan av kårhuset.

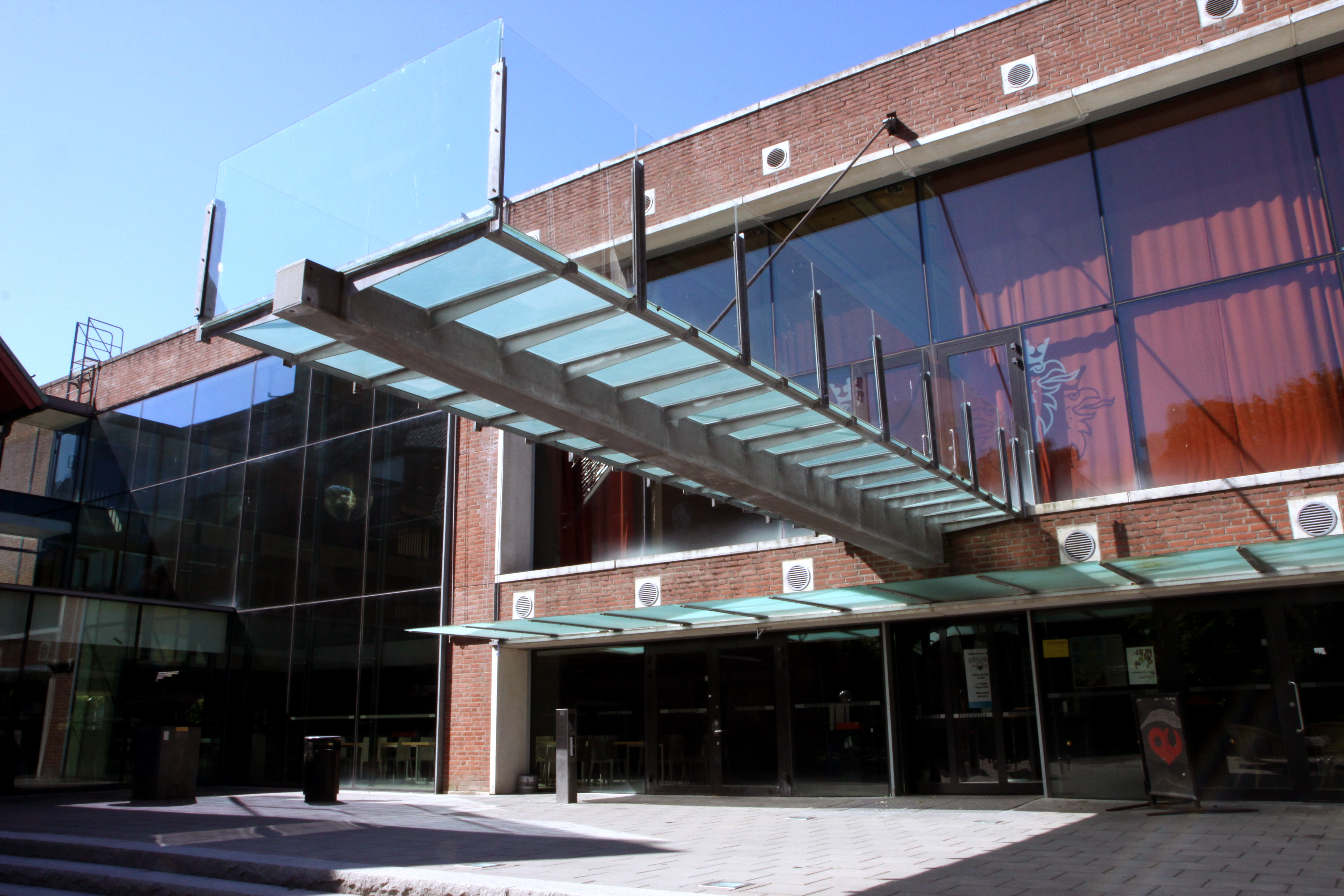
Sidan av kårhuset med en balkong.

Chalmers Kårhus ritades av Gert Wingårdh och färdigställdes 2001. Huset erhöll Kasper Salinpriset 2001 som delas ut av Sveriges Arkitekter. I huset finns förutom Chalmers studentkår även Chalmers reception, simbassäng, gymnastiksal, bokhandel, bastu, flera restauranger, nattklubb, pub och den stora aulan RunAn. Kårhuset innehar även flera läsesalar, läsrum och en utegård/terrass belägen på nedre plan. Huset utgör även del av huvudentrén till campus Johanneberg.

## Historik
År 1898 höll C.S. till i lokaler vid Storgatan 7, från 1904 vid Drottninggatan 58 och från 1914 vid Lilla Bommen. År 1927 avsattes 115 kronor till en byggnadsfond för ett nytt kårhus. Studentkårens första hus invigdes den 6 november 1948. Det var en gammal förvaltarbostad till Gibraltars herrgård, kallat "Lopphuset" (revs 1961) som staden köpt för 500 kronor. Namnet kom av att Anticimex där prövat olika insektsbekämpningsmedel. Loppan inreddes även till restaurant, med ett kök som bara hade plats för 5 personer. Då det nya kårhusets första del stod klar på hösten 1952, användes dock köket fortfarande och maten kördes dit i en VW-buss, kallad "Tuggbussen". Loppan användes för gasquer ända fram till 1957.
Den 23 februari 1951 tog prins Bertil första "spadtaget" (vid spakarna på en grävmaskin) för det äldre kårhuset på Chalmers område, och 23 oktober samma år var det taklagsfest. Invigningen skedde den 31 oktober 1952, genom inspektorn för Chalmers studentkår, professor Gustaf Lundberg. Bygget hade kostat 1,1 miljoner, men konstaterades först vara ett svartbygge, eftersom igångsättningstillståndet kom först i september 1951, då bygget pågått i flera månader. Arkitekt var chalmersprofessorn Melchior Wernstedt. I källarplanet fanns husets märkligaste möbel: "... ett kammarpiano, direkt importerat från England. Konstruktören försörjde sig i unga år som barpianist i Amerika och gjorde därvid vissa rön. Hans piano är nämligen ytbehandlat så att det är fullständigt oömt för fläckar [läs, öl]. Överdelen har takås så att ingen kan sitta på det och vidare är alla delar fastskruvade i stället för limmade."
Redan före byggstarten hade man utan framgång även försökt att få pengar från staten till en matsal. Den 12 mars 1975 togs första spadtaget för kårhusets nya matsal med 400 platser, vilken invigdes 13 september 1976. Arkitekt var Lund & Valentin. Den gamla kårhusdelen byggdes parallellt om, klar på hösten 1977.

## Fastighets AB C.S.
Den 1 augusti 1917 förvärvades fastigheten Lorensbergsgatan 6, genom avtal mellan säljaren, AB Förenade Svenska Tobaksfabriker i likvidation och doktor Gustaf Ekman i Göteborg. Samtidigt bildades Fastighets AB C. S. Köpeskillingen var 140 000 kronor. Den 30 november 1918 invigde C.S. sitt nya hem. Bakom finansieringen låg professor Hugo Grauers, doktor Gustaf Ekman och ingenjör Sven Wingqvist.